# Mars 1906

## Événements
- 3 mars : premier vol du Vuia N°1 de Traian Vuia.

- 4 mars, Russie[1] : réforme du conseil d’État.

- 7 mars, France : le gouvernement Rouvier démissionne.

- 10 mars, France : catastrophe de Courrières. 1099 mineurs périssent à la suite d’un coup de grisou. Des grèves éclatent pour protester contre les conditions de sécurité dans les mines. Le ministre de l’intérieur Clemenceau fait envoyer la troupe.

- 14 mars, France : gouvernement Sarrien (fin le 20 octobre).

- 16 mars :
  - Clemenceau ordonne la suspension des inventaires.
  - Le Japon nationalise ses chemins de fer.

- 17 mars, Russie[2] : autorisation de constituer des associations politiques et des organisations professionnelles, avec restrictions.

- 18 mars : Traian Vuia effectue un vol de 12 mètres au bord de Vuia N°1. C'est la première fois au monde qu'un « vol » d'un plus lourd que l'air autopropulsé est rendu connu au public dans le numéro d'avril de L'Aérophile.

- 22 mars (Espagne) : promulgation de la Ley de Jurisdicciones. Le même jour, manifeste de Solidaritat Catalana, coalition des principaux partis catalans non dynastiques. Succès de la coalition aux élections de 1907.

- 31 mars : les Armoiries de la Colombie-Britannique sont octroyées.

## Naissances
- 3 mars : Albert Barthélémy, coureur cycliste français († 26 novembre 1988).
- 4 mars : Georges Ronsse, coureur cycliste belge († 4 juillet 1969).
- 8 mars : Pierre Billotte, militaire et homme politique français († 29 juin 1992).
- 10 mars : Lionel Bertrand, homme politique québécois († 25 mars 1979).
- 19 mars : Adolf Eichmann, criminel de guerre nazi, responsable de l'organisation de la Solution finale († 31 mai 1962).
- 20 mars : Ozzie Nelson, acteur, réalisateur, producteur, scénariste et chef d'orchestre américain († 3 juin 1975).
- 22 mars : Marcel Hastir, peintre belge († 2 juillet 2011).
- 25 mars : 
  - Jean Sablon, chanteur français († 24 février 1994).
  - Robert Bourdon, centenaire français († 9 mars 2016).

## Décès
- 13 mars : Susan B. Anthony, activiste américaine.
- 21 mars : Ras Makonnén, gouverneur de Harrar, Éthiopie.